# Vere Papa mortuus est
Vere Papa mortuus est (hrv.: Uistinu, Papa je mrtav) latinska je rečenica koju je izgovorio kardinal komornik, nakon što bi tri puta nazvao papu njegovim imenom, a on se ne bi odazvao. U prošlosti je ova fraza je značila službeno proglašenje papine smrti.
Sve do 1878. (godine smrti Pija IX.) komornik je pratio svako pitanje papi blagim udarcem srebrnog čekića s drškom od bjelokosti. Ovaj dio ceremonije prestao je upotrebljavati kada su ga kardinali Oreglia (1903.), Gasparri (1922.), Pacelli (1939.) i Tisserant (1958.) izostavili, a definitivno ga je ukinuo papa Ivan XXIII.